# تاريخ معرض الترفيه الإلكتروني
أقيم معرض الترفيه الإلكتروني لأول مره بمدينة لوس انجلوس الأمريكية سنة 1995 وما زال مستمراً حتى اليوم.

## أهم أحداث المعرض حسب العام

### 1995
- شهد دخول شركة سوني إلى سوق صناعة الألعاب بجهازها بلاي ستيشن.[1]
- أعلنت شركة سيجا عن جهاز ساترن.
- أعلنت نينتندو عن جهاز فيرتشوال بوي.
- أعلنت شين نيهون كوكاكي عن جهاز نيو جيو سي دي.
- من الألعاب التي لفتت الانتباه فيرتشوا فايتر. (أقيم المعرض في مدينة لوس أنجلوس الأمريكية)

### 1996
- كشفت نينتندو النقاب عن نينتندو 64 وسوبر ماريو 64 في الولايات المتحدة
- عرضت كابكوم أولى ألعابها من سلسلة الرعب والنجاة ريزدنت إيفل
- نامكو عرضت نسخة جهاز بلايستيشن من لعبة تيكن 2.
- نوتي دوغ عرضت لعبة كراش بنديكوت لجهاز بلايستيشن.
- إيدوس إنترأكتيف عرضت لعبة تومب رايدر.
- إيبيك جيمز عرضت محرك أنريل إنجن للمرة الأولى.
- عرضت لعبة ستار كرافت في بداية تطويرها.
- عرضت شركة سكوير لعبتها المنتظرة فاينل فانتسي VII.

(جرى المعرض خلال شهر مايو من يوم 16 إلى يوم 18 في لوس أنجلوس، كاليفورنيا) 

### 1997
- عرضت لعبتي إطلاق النار هاف - لايف ولعبة أنريل واللتان أصبحتا محبوبتان لاحقاً.
- عرضت لعبة ميتال غير سوليد لجهاز بلاي ستيشن.
- من ناحية المكونات الصلبة (Hardware) كان لاعبو الحاسب الشخصي على موعد مع إعلان معالج بنتيوم II مع كرت شاشة جديد.

(أقيم المعرض في مدينة أتلانتا، جورجيا الأمريكية) 

### 1998
- ظهرت لعبة هاف - لايف في آخر مراحل تطويرها.
- ظهرت لعبة دوك نوكم فوريفر (Duke Nukem Forever) للمرة الأولى والتي تم إصدارها في عام 2011 أي بعد قرابة 12 عام من التطوير.
- تم تقديم النسخة النهائية من لعبة ذا ليجند أوف زيلدا: أوكرينا أوف تايم.
- أعلنت سيجا عن جهازها دريم كاست.

(أقيم المعرض في مدينة أتلانتا، جورجيا الأمريكية)

### 1999
- أعلنت سوني عن جهاز بلاي ستيشن 2.
- استعرضت سيجا جهاز دريم كاست.

(أقيم المعرض في لوس أنجلوس، كاليفورنيا)

### 2000
- جهاز بلاي ستيشن 2 ولعبة ميتال غير 2: سوليد سنايك كانا تحت الأنظار وأعلنت سوني عن وجود 180 لعبة تحت التطوير للجهاز.
- أعلنت ميكروسوفت عن نيتها دخول سوق الألعاب الإلكترونية عن طريق جهازها إكس بوكس.
- استعرضت نينتندو جهازها جيم كيوب.
- استعراض لعبة هيلو: كومبات إفولفد عندما كانت لعبة للحاسب الشخصي.
- تم عرض ألعاب الجيل الثاني لجهاز دريم كاست.
- استمرت نينتندو في دعم جهازها نينتندو 64، وبدأت شائعات حول جهاز جيم بوي أدفانس.

### 2005
- كانت المرة الأولى التي يذاع فيها المؤتمر على التلفاز وعلى قناة جي 4.
- كشفت مايكروسوفت عن جهاز إكس بوكس 360 الذي صدر في نوفمبر من نفس العام، وعن لعبتها الحصرية للجهاز آلن ويك التي صدرت بعد خمس سنوات في 2010.
- استعرضت سوني ألعاب جهازها القادم بلاي ستيشن 3.
- أزاحت نينتندو الستار عن جهازها وي بالإضافة إلى جيم بوي مايكرو.
- تجاوز عدد الزوار 70 ألف زائر.[4]

### 2013
- قامت سوني بعرض جهازها الجديد بلاي ستيشن 4 للمرة الأولى.[5]
- استعرضت ميكروسوفت جهازها الجديد إكس بوكس ون.[6]

### 2015
- أعلنت ميكروسوفت عن نظارة الواقع الافتراضي هولولينس.[7]
- أعلنت ميكروسوفت أن جهاز إكس بوكس ون سيصبح متوافقا مع ألعاب إكس بوكس 360 وقادراً على تشغيلها.[8]
- استعرضت سوني لعبتها أنشارتد 4:نهاية سارق.
- أعلنت مايكروسوفت عن لعبة جيرز 4 لجهازها إكس بوكس ون.

## وصلات خارجية
- Gamespy's article "Ten Years of E3"
- E3 Chronicles: The First 10 Years
- Feed containing all E3 news from popular web sources